# Funaria longicollis
Funaria longicollis là một loài Rêu trong họ Funariaceae. Loài này được Dixon mô tả khoa học đầu tiên năm 1922.